# Nvidia Shield Portable
Nvidia Shield è un dispositivo di intrattenimento multimediale sviluppato dalla società californiana Nvidia Corporation. La console è caratterizzata dal Chip grafico con nome in codice Tegra 4. Gli utenti saranno in grado di scaricare i titoli direttamente da Google Play Store (ex Android Market) e da TegraZone per quelli appositamente ottimizzati. I progettisti garantiscono prestazioni simili a quelle di un PC con GPU GeForce GTX 650 o superiore. Il prezzo di lancio è stato inizialmente fissato a $349.00 successivamente ridotto a $299.00. La commercializzazione sarebbe dovuta iniziare il 27 giugno 2013, ma a causa di un problema tecnico con un componente meccanico è stata spostata al 31 luglio.

## Caratteristiche tecniche
- Processore: NVIDIA Tegra 4 - 1.9 GHz;
- RAM: 2 GB LPDDR3;
- Storage: 16 GB USB flash drive, espansione microSD;
- Connettività: 2x2:2 802.11a/b/g/n WiFi, Bluetooth 3.0, GPS;
- I/O: Micro-USB 2.0, mini-HDMI, Connettore Jack da 3.5mm;
- Sistema operativo: Android 4.2.1, aggiornamenti da NVIDIA;
- Display 5" HD ready 720p (294 ppi)